# Campoformido
Campoformido, (friuliska Cjampfuarmit), är en ort och en kommun i regionen Friuli-Venezia Giulia i nordöstra Italien och tillhörde tidigare även provinsen Udine som upphörde 2018. Kommunen hade 7 873 invånare (2018) och gränsar till kommunerna Basiliano, Pasian di Prato, Pozzuolo del Friuli och Udine.
I Campoformido slöts freden i Campo Formio 1797.